# 岩国西幹部交番
岩国西幹部交番（いわくににしかんぶこうばん）は、山口県警岩国警察署管内の主要交番。かつては岩国西警察署という独立した警察署であった。

## 所在地
- 岩国市周東町下久原2483-1

## 管轄区域
- 岩国市（旧玖珂町・周東町区域）

## 沿革
- 1877年9月 玖珂郡高森町に高森見張所が設置される。
- 1878年11月 高森警察分署に改称する。
- 1926年7月 高森警察署に改称する。
- 1948年 高森町警察署に改称する。
- 1954年 玖珂西警察署に改称する。
- 2006年4月1日 岩国西警察署に改称する。
- 2009年4月1日 岩国警察署に統合され、岩国西幹部交番に移行。

## 交番
- 玖珂交番（岩国市玖珂町駅通）山口508さ413

## 駐在所
- 川越駐在所（岩国市周東町獺越字郷下）
- 祖生（そお）駐在所（岩国市周東町祖生）
- 高森南駐在所（岩国市周東町用田）
- 米川駐在所（岩国市周東町西長野）

座標: 北緯34度05分35.8秒 東経132度03分11.3秒 / 北緯34.093278度 東経132.053139度